# Bure Mudaytu
Bure Mudaytu är ett distrikt i Etiopien.   Det ligger i zonen Administrative Zone 3 och regionen Afar, i den centrala delen av landet, 240 km nordost om huvudstaden Addis Abeba.